# سانتا لوزیا، دماغه سبز
سانتا لوزیا، کیپ ورد (به لاتین: Santa Luzia, Cape Verde) یک جزیره در کیپ ورد است که در اقیانوس اطلس واقع شده‌است.

## خصوصیات
سانتا لوزیا ۳۹۵ متر بالاتر از سطح دریا واقع شده‌است.